# Hamamatsu Photonics
Das Unternehmen Hamamatsu Photonics K.K. (jap. 浜松ホトニクス株式会社, Hamamatsu Hotonikusu Kabushiki kaisha) ist ein japanischer Hersteller von optoelektronischen Sensoren, Lichtquellen und optoelektronischen Komponenten und Instrumenten aus Hamamatsu, Präfektur Shizuoka.

## Geschichte
Das seit 1983 unter dem Namen Hamamatsu Photonics firmierende Unternehmen wurde 1953 als Hamamatsu TV Co., Ltd. von Horiuchi Heihachiro, einem ehemaligen Studenten von Takayanagi Kenjirō, dem Vater des japanischen Fernsehens, gegründet.
Das Unternehmen begann in den 1950er Jahren mit der Produktion von Photozellen und Photomultipliern. In den 1960er Jahren erweiterten Vidicons und Ende der 1970er Jahre Photodioden und Optische Positionssensoren die Produktpalette. 1973 wurde mit der Hamamatsu Television Europe GmbH (heute Hamamatsu Photonics Deutschland GmbH) eine Niederlassung in Deutschland gegründet. Heute ist Hamamatsu Photonics einer der bedeutendsten Hersteller von optoelektronischen Sensoren (der weltweite Marktanteil lag 2007 bei 60 %).

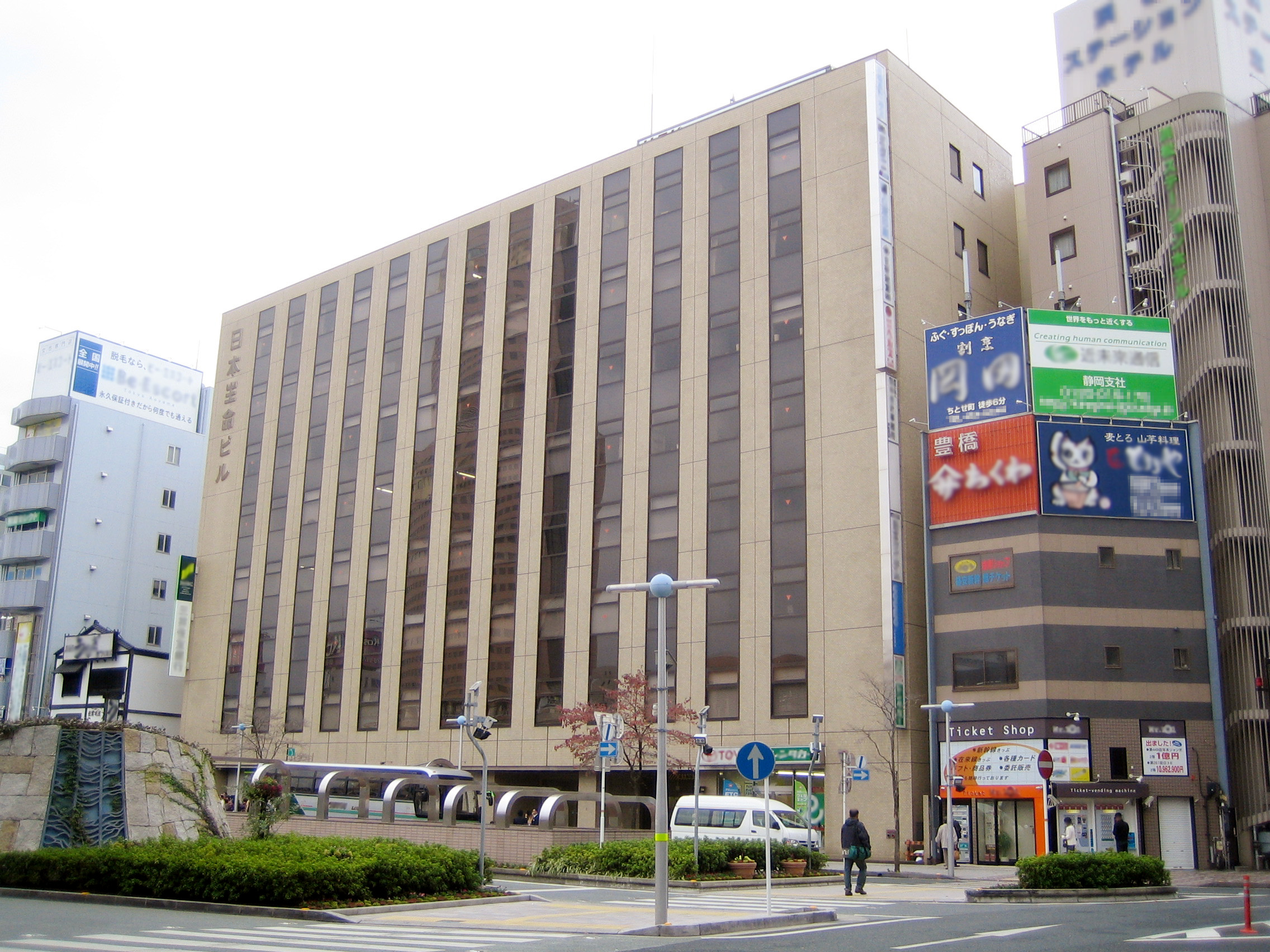
Firmenzentrale von Hamamatsu Photonics K.K. in Hamamatsu, Japan

Unter anderem entwickelte Hamamatsu Photonics Anfang der 1980er Jahre den größten jemals gebauten Photomultiplier R1449 mit ca. 50 cm Durchmesser. Bis Mai 1982 lieferte das Unternehmen 1.050 Einheiten von diesen für das Kamioka Nucleon Decay Experiment. Für den  Neutrinodetektor des Nachfolgeprojekts Super-Kamiokande wurden in den 1990er Jahren 11.200 Einheiten des Nachfolgemodell R3600-05 ausgeliefert.
Hamamatsu Photonics ist weiterhin einer der Ausrüster der Detektoren (ATLAS, CMS, LHCb und ALICE) des Large Hadron Collider am Europäischen Kernforschungszentrum CERN bei Genf. Für die Mitentwicklung, Verbesserung und Produktion von Lawinenphotodioden (140.000 Einheiten) für das elektromagnetische Kalorimeter des CMS sowie Silizium-Streifendetektoren (22.000 Einheiten) für den CMS-Tracker zur Spurverfolgung der erzeugten Teilchen wurde die Firma 2003 und 2005 mit dem CMS Crystal Award des CERN ausgezeichnet.

## Produkte
- Sensoren:
Zu den Photodetektoren der Produktpalette, die den äußeren photoelektrischen Effekt benutzen, zählen unter anderem Photomultiplier, Mikrokanalplatten-Photomultiplier, Hybridphotodetektoren und Bildverstärker. Zu den Photodetektoren, die den inneren photoelektrischen Effekt benutzen, zählen unter anderem CCD- und CMOS-Sensoren, pin-Photodioden und Lawinenphotodioden, sowie optische Positionssensoren (Position Sensitive Device). Auch eine Vielzahl von Halbleiterdetektoren für Röntgenstrahlung oder Infrarotstrahlung werden produziert.[10]
- Lichtquellen:
Zur Produktpalette gehören hier Lichtquellen wie Gasentladungsröhren, Hohlkathodenlampen, Halbleiterlaser und  Leuchtdioden.[11]
- Optoelektronische Instrumente:
Hierzu zählen unter anderem Spektrometer und Fluoreszenzspektrometer, sowie CCD-, EM-CCD-, CMOS- und Streak-Kameras.[12][13]